# Sahara (film, 1943)
Sahara är en amerikansk krigsfilm från 1943 i regi av Zoltán Korda.
Filmen bygger på Michail Romms film De tappra 13 från 1937.

## Handling
Efter att tyska afrikakåren erövrat Tobruk i början av ökenkriget flyr en amerikansk stridsvagnsbesättning söderut genom öknen mot ett fort där det ska finnas dricksvatten.

## Rollista i urval
- Humphrey Bogart - sergeant Joe Gunn
- Bruce Bennett - Waco Hoyt
- J. Carrol Naish - Giuseppe
- Lloyd Bridges - Fred Clarkson
- Rex Ingram - fanjunkare Tambul
- Dan Duryea - Jimmy Doyle
- Carl Harbord - Marty Williams
- Kurt Kreuger - kapten von Schletow
- John Wengraf - major von Falken